# Aphareus rutilans
Aphareus rutilans es una especie de peces de la familia Lutjanidae en el orden de los Perciformes.

## Morfología
• Los machos pueden llegar alcanzar los 110 cm de longitud total y 11,3 kg de peso.

## Alimentación
Come peces, calamares  y crustáceos.

## Hábitat
Es un pez de mar de clima tropical y asociado a los  arrecifes de coral que vive entre 100-330 m de profundidad.

## Distribución geográfica
Se encuentra desde el África Oriental hasta las Hawái,   las Islas Ryukyu y Ogasawara  y Australia. También está presente en Port Alfred (Sudáfrica).

## Uso comercial
Se comercializa fresco